# Strange Stories
Strange Stories (jap. 昔久街のロジオネ Natsukachi Machi no Rozione) ist eine Sammlung von Manga-Kurzgeschichten der japanischen Comiczeichnerin Sumomo Yumeka. Die vier Geschichten handeln von Personen, die sich mit ungewöhnlichen Situationen auseinandersetzen müssen, um sich dann zwischen dem Weg des Herzens oder dem der Vernunft zu entscheiden. Sie richten sich vorwiegend an jugendliche Mädchen, lassen sich also der Shōjo-Gattung zuordnen.

## Handlung
Der gute alte Rozione (昔久街のロジオネ Natsukachi Machi no Rozione):
Himeyuka ist ein 17 Jahre altes Mädchen, das allein lebt. Ihre Mutter schickt ihr immer wieder Pakete mit alten Dingen aus ihrer Kindheit, darunter ein Paket, in dem sich die Puppe eines Gespenstes befindet. Himeyuka schmeißt alles entnervt auf den Müll. Eines Tages findet sie in ihrer Wohnung einen kleinen Jungen vor, der sie anscheinend kennt und der nichts weiter will, als dass sie mit ihm spielt. Der Junge stellt sich als Rozione vor.
Die Nudelsuppenprinzessin: Die fünfzehnjährige Hime ist die Tochter eines Yakuza-Bosses und soll nach dessen Tod einen Jungen aus einem anderen Clan heiraten, um so die Vormachtstellung ihres Clans zu sichern. Doch sie hat sich in einen einfachen siebzehnjährigen Nudelsuppenkoch verliebt und ist nun hin- und hergerissen zwischen Pflichterfüllung und Gefühl.
Meine Shalala: Die Hexe Shalala ist eine unvollkommene Hexe, da ihr Vater ein Mensch war. Um eine vollkommene Hexe zu werden, braucht sie die Träne eines Menschenjungen, und zwar des Jungen, den sie zuerst zu Gesicht bekommt. Dies ist der Oberschüler Ueno, ein relativ verschlossener Junge. Als Junge verkleidet, versucht sie, sich an ihn heranzumachen, um ihm eine Träne zu stehlen. Doch bald kommen ihr Skrupel.
Robots: Nach einem gewaltigen Krieg pflanzt sich die Menschheit nur noch durch Klone fort, wobei nur noch als wertvoll geltende Menschen sich regenerieren dürfen. Damit die Gesellschaft trotz allem noch weiterläuft, gibt es Roboter, die die Klone unterstützen. Einer dieser Roboter ist Yamato, der beginnt, Gefühle zu entwickeln.

## Veröffentlichungen
Kadokawa Shoten brachte das Buch mit den vier Kurzgeschichten im März 2003 in Japan heraus. Es erschien im Label Asuka Comics.
In deutscher Sprache erschien der Kurzgeschichtenband im Februar 2007 bei Egmont Manga & Anime, übersetzt von Sabine Hänsgen. In Spanien wurde der Manga im März 2007 unter dem Titel Añorado Rozione bei Planeta DeAgostini veröffentlicht.

## Rezeption
In der AnimaniA bezeichnete man den Manga 2007 als nachdenklich stimmend. Die ersten drei Geschichten – Der gute alte Rozione, Die Nudelsuppenprinzessin und Meine Shalala – seien trotz ihrer Kürze schlüssig und unterhaltsam. „Allerdings fordert die letzte Geschichte vom Leser eine hohe Konzentration und ist mit ihrem philosophischen Ansatz sicher nicht jedermanns Sache.“ Den Zeichenstil verglich man mit dem von Kazumi Yuana.